# Christine Joblin
Christine Joblin es una astroquímica francesa que usa la espectroscopia para estudiar la fotodisociación y los hidrocarburos aromáticos policíclicos en el polvo cósmico.
 Más allá de su trabajo experimental y de observación, también contribuyó al primer hallazgo claro de buckminsterfullereno en un meteorito, una ureilita que explotó sobre el desierto de Nubia a finales de 2008.
 Es directora de investigación del Centro Nacional para la Investigación Científica (CNRS) francés, afiliado al Institut de Recherche en Astrophysique et Planétologie de Toulouse.

## Educación y carrera
Joblin obtuvo una maestría en astrofísica en 1989 a través de estudios en la Universidad de París Diderot, la Universidad de París-Sur y la Escuela Normal Superior (París). Completó un Ph.D. en astrofísica en 1992 en la Universidad de París Diderot, y tiene una habilitación en 2005 en Toulouse III - Universidad Paul Sabatier.
Después de una investigación postdoctoral en el Centro de Investigación Ames de la NASA en California de 1992 a 1995, ha sido investigadora del CNRS en Toulouse desde 1995, originalmente con el Centre d'Étude Spatiale des Rayonnements (CESR, el Centro para el Estudio de la Radiación en el Espacio). Fue ascendida a directora de investigación en 2007. En 2011, CESR y varios otros laboratorios se fusionaron para formar el Institut de Recherche en Astrophysique et Planétologie (IRAP, Instituto de Investigación en Astrofísica y Planetología),
 su afiliación actual.

## Alcance
En un esfuerzo por llevar su investigación a un público más amplio, Joblin cocreó un cómic y webcómic en inglés, Estrella, con el artista visual Lorenzo Palloni. Su trama presenta a una niña que (como en la película Fantastic Voyage de 1966) se reduce a nivel nanoscópico para aprender sobre la creación de polvo cósmico en estrellas moribundas. Fue publicado en 2018 por ERCcOMICS, un programa de la Oficina de Publicaciones de la Unión Europea.

## Reconocimiento
Joblin ganó el premio científico joven de 2001 de la Sociedad Francesa de Astronomía y Astrofísica, y recibió la Medalla de Plata del CNRS en 2015. Fue la ganadora del gran premio Huy Duong Bui (fr) de la Academia de Ciencias de Francia en 2020.

Fue nombrada caballero de la Legión de Honor en 2016, y fue nombrada miembro de la Orden Nacional del Mérito en 2022.